# Mednogorsk
Mednogorsk (in russo Медного́рск?) è una città di circa 23.000 abitanti dell'oblast' di Orenburg, nella Russia europea sudorientale.